# Lejre Kommune (1970–2006)
| Strukturdaten       | Strukturdaten |
| ------------------- | ------------- |
| Sitz der Verwaltung | Allerslev     |
| Fläche              | 88,17 km²     |
| Einwohner           | 8.852 (2006)  |
| Kommune seit 2007   | Lejre Kommune |

Lejre Kommune war bis Dezember 2006 eine dänische Kommune im damaligen Roskilde Amt auf der Insel Seeland. Seit Januar 2007 ist sie zusammen mit  den Kommunen Bramsnæs und Hvalsø Teil der neuen Lejre Kommune.
Lejre Kommune wurde im Rahmen der Verwaltungsreform von 1970 neu gebildet und umfasste folgende Sogn:
- Allerslev Sogn
- Gevninge Sogn
- Glim Sogn
- Herslev Sogn
- Kornerup Sogn
- Osted Sogn
- Rorup Sogn